# Rysslands Vetenskapsakademi

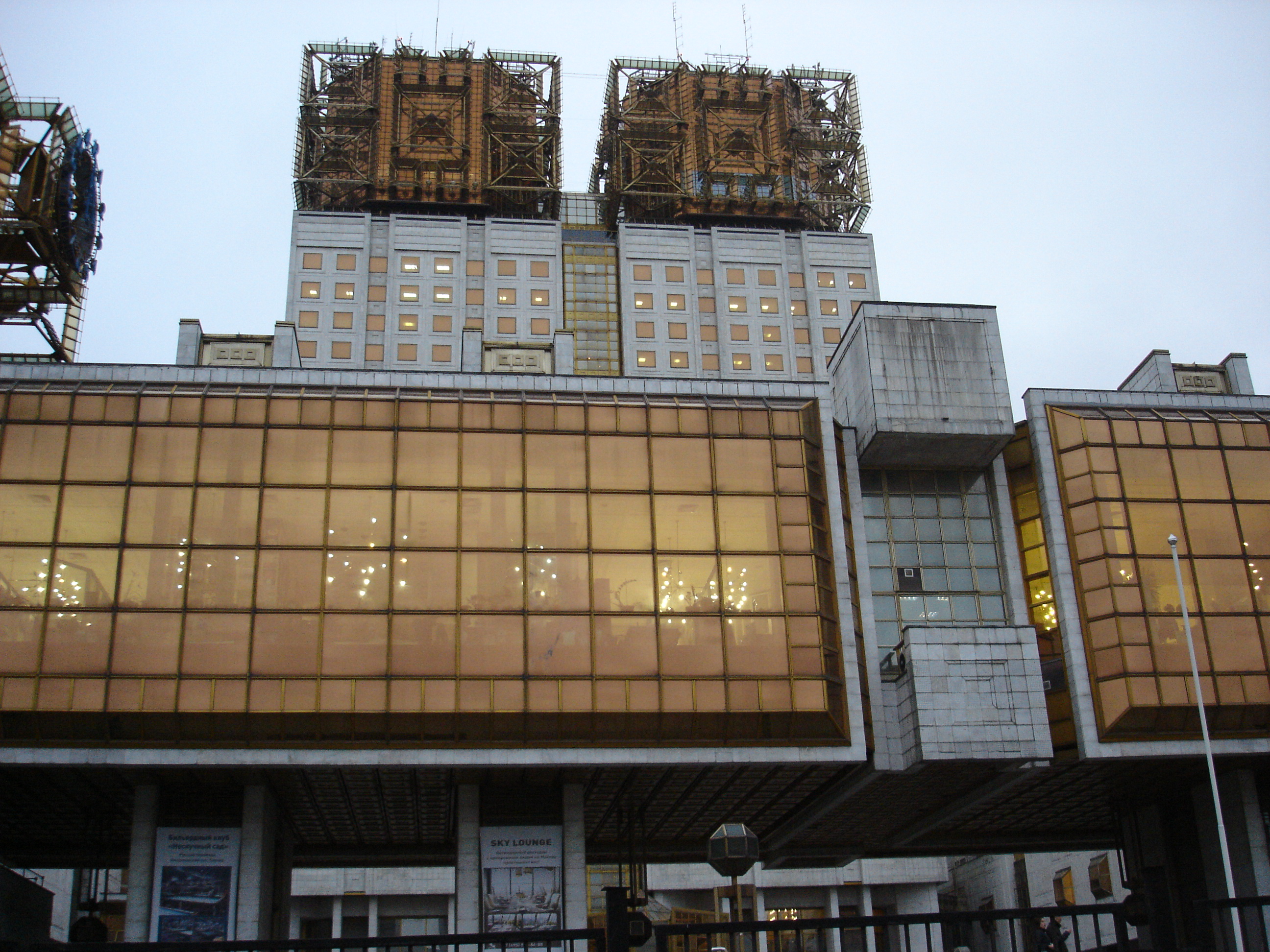

Rysslands Vetenskapsakademi (på ryska Российская академия наук, PAH), RAN, är Rysslands nationalakademi. Akademin består av tretton huvudgrenar, indelade efter vetenskaplig domän. Organisationen innefattar omkring 1000 forsknings- och utbildningsinstitut i hela ryska federationen. Huvudkontoret ligger i Moskva.

## Historia
Vetenskapsakademin grundades 1724 av Peter den store i Sankt Petersburg och hette då Sankt Petersburgs Vetenskapsakademi, den kom senare att byta namn några gånger genom åren. En separat organisation vid namn Ryska akademin grundades 1783 för att arbeta med studier om ryska språket. 1841 uppgick Ryska akademin i vetenskapsakademin, som vid denna tidpunkt hette Sankt Petersburgs Kejserliga Vetenskapsakademi.
År 1925 gav den sovjetiska regeringen akademin namnet Sovjetunionens Vetenskapsakademi, och 1934 flyttades huvudkontoret till Moskva tillsammans med ett antal vetenskapliga institutioner. Den 2 december 1991 fick akademin sitt nuvarande namn.